# Liz Stephen
Elizabeth "Liz" Stephen, född 27 januari 1987 i Barre, Vermont, USA, är en amerikansk längdskidåkerska som tävlat internationellt sedan 2005.
Vid världsmästerskapen i nordisk skidsport 2009 i Liberec ingick hon i det amerikanska lag som slutade på 14:e plats i stafetten, och på 15:e plats i jaktstartsloppet (7.5 + 7,5 kilometer)
Den 19 januari 2010 meddelades att hon kvalificerat sig för olympiska vinterspelen 2010, där hon slutade på 10:e plats i 50-kilometersloppet samt på 58:e plats i 15-kilometersloppet.
Vid världsmästerskapen i nordisk skidsport 2011 i Oslo slutade hon på 16:e plats i 30-kilometersloppet.
Vid olympiska vinterspelen 2014 slutade hon på 12:e plats (av 61 deltagare) i 15-kilometersloppet (skiathlon) med tiden 40:09.6.

### Fotnoter
1. ↑  ”Ladies' Skiathlon 7.5 km Classic + 7.5 km Free Results”. SOOC. Arkiverad från originalet den 19 juli 2014. https://web.archive.org/web/20140719233951/http://www.sochi2014.com/en/cross-country-ladies-skiathlon-7-5-km-c-7-5-km-f. Läst 8 februari 2014.